# Shawsheen River
Der Shawsheen River ist ein rechter Nebenfluss des Merrimack River im Nordosten des US-Bundesstaats Massachusetts. 
Neben der heutigen Schreibweise waren früher auch die Schreibweisen Shawshine, Shashin, Shashine und Shashene gebräuchlich. Dieser Name bedeutet „große Quelle“. 
Der 40 km lange Fluss fließt hauptsächlich nordwärts durch die Städte Bedford, Billerica, Tewksbury sowie Andover und mündet in Lawrence in den Merrimack River. Er hatte eine große Bedeutung bei der Besiedelung seines Einzugsgebietes, da an seinen Ufern viele Mühlen gebaut wurden, um die Wasserkraft auszunutzen. Heute existieren Wanderwege und Parks entlang des Flusses und die Shawsheen River Watershed Association versucht, den Fluss zu erhalten. 
Im Juni des Jahres 2001 stellte der Merrimack River Watershed Council fest, dass der Shawsheen River die gesetzlichen Wasserqualitätsstandards nicht einhielt. Resultierend aus erhöhter Verschmutzung wurden große Teile des Flusses in die Liste geschädigter Gewässer des Clean Water Act aufgenommen.